# 能田曜子
能田 曜子（のうだ ようこ　1986年2月9日 - ）は、日本のAV女優。
イオンプロモーション所属。

## 来歴
福岡県出身。2006年、アウトビジョン(北都)グループから発売された「能田曜子デビュー」で女優としてデビュー。6作品目の「パイパンハイパーデジタルモザイク」ではパイパンになった。
芸名の由来は、タレントの熊田曜子で、そっくりさんとして売り出している。
2010年にMOODYZ10周年を記念したDVDに同メーカー作品に出演した人気女優90人の1人に選ばれている。

## 作品
2006年
- 能田曜子デビュー（7月1日、MOODYZ）[1]
- SEX革命 vol.11（8月1日、MOODYZ）[1]
- 無限絶頂（9月1日、MOODYZ）[1]
- 激ピストン19579回（10月1日、MOODYZ）[1]
- ドリームアイドル12（11月1日、MOODYZ）[1]
- パイパンハイパーデジタルモザイク（12月1日、MOODYZ）[1]

2007年
- 女子校生強制中出し XII（3月10日、隼エージェンシー）
- フェラコレ2007春SP（4月12日、隼エージェンシー）
- 強制中出し2 無理矢理中出しされた7人の女たち（4月19日、BRAVO）
- こだわりの手コキ 4時間SP 4 40人のハンドメイド（5月12日、隼エージェンシー）
- 近親相姦9ストーリー 第3章（5月12日、隼エージェンシー）
- オナニー30連発! オナニスト30人のひとりエッチ（5月19日、BRAVO）
- サーファーギャルズ 4（7月15日、イマージュ）
- ヌーディストGALビーチ 2（7月15日、トップワン）
- 実践!潮吹きポルチオ性感講座（7月15日、アレックス）
- エロかわいいピザの宅配痴女娘（8月15日、イマージュ）
- やりすぎBBQ大会（8月15日、トップワン）
- フェラマニア Vol.3（8月19日、BRAVO）
- 女子校生レイプ 7（9月8日、隼エージェンシー）

発売日不明
- osiris オシリスの悪戯
- エロカッコE名古屋嬢